# Rostyslav Zaulyčnyj
Rostyslav Myroslavovyč Zaulyčnyj (in ucraino Ростислав Зауличний?; 6 settembre 1968) è un ex pugile ucraino.

## Palmarès

### Olimpiadi
- 1 medaglia:
  - 1 argento (Barcellona 1992 nei pesi mediomassimi[1])